# Balkanromanische Sprachen
Balkanromanisch ist eine Sammelbezeichnung für die auf dem Balkan (im weiteren Sinne) heute und früher gesprochenen romanischen Sprachen. Die Gliederung der romanischen Sprachen insbesondere im traditionellen östlichen Verbreitungsgebiet bleibt umstritten. Je nach Sichtweise repräsentieren die balkanromanischen Sprachen nur eine geographische Gliederung oder auch eine nähere Verwandtschaft. Die balkanromanischen Sprachen gehören nach verschiedenen Gliederungen zu den so genannten ostromanischen Sprachen, als rein geographische Gruppierung, gemeinsam mit dem Italienischen südlich der La-Spezia-Rimini-Linie oder als Teil einer Dreigliederung neben Westromania und Italoromania. Im letzteren Fall bleibt die Position der dalmatischen Sprache zwischen Rumänisch und Italoromanisch ambivalent. Unter Bezugnahme auf den Romanisten Angelo Monteverdi kann man die balkanromanischen Sprachen auch dako-illyrische Romania nennen.

## Zugehörigkeit
Zur Balkanromania gehören:

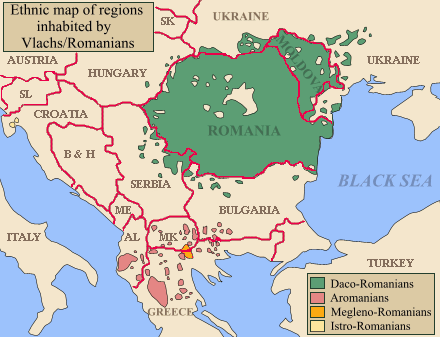
Balkanromanische Sprachen im Sinne von a) 1. (Rumänische Idiome)

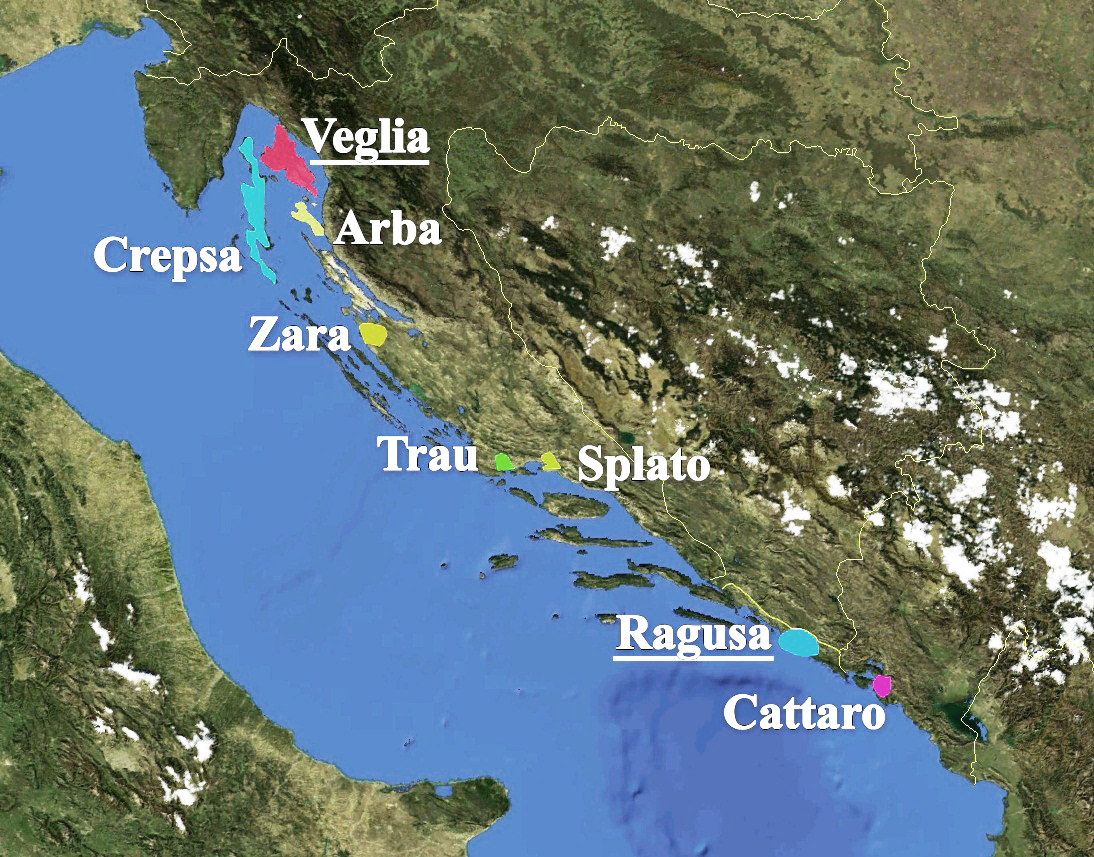
Balkanromanische Untergruppe im Sinne von 1.2.: Dalmatische Idiome

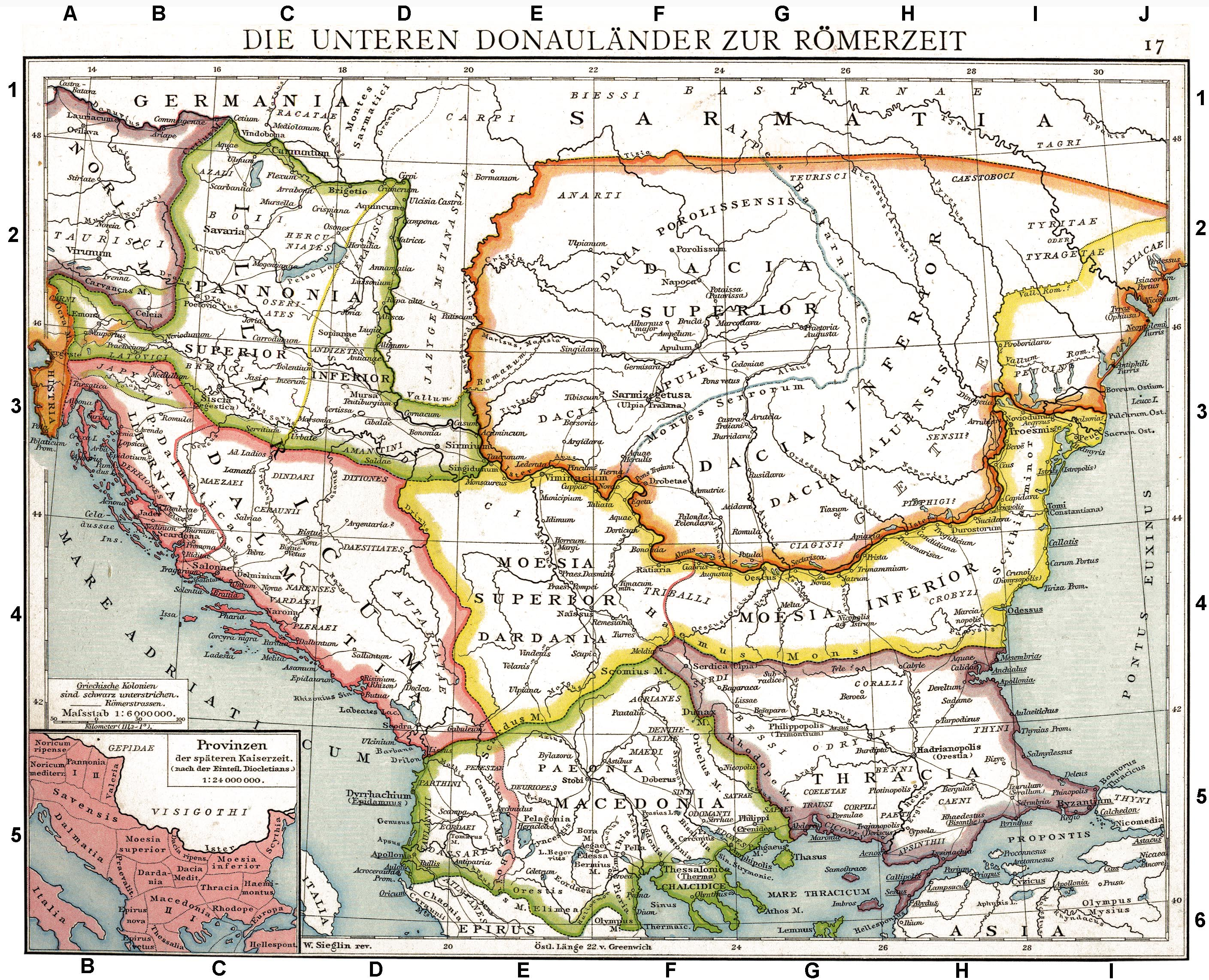
Südosteuropa zu Zeiten der Römer

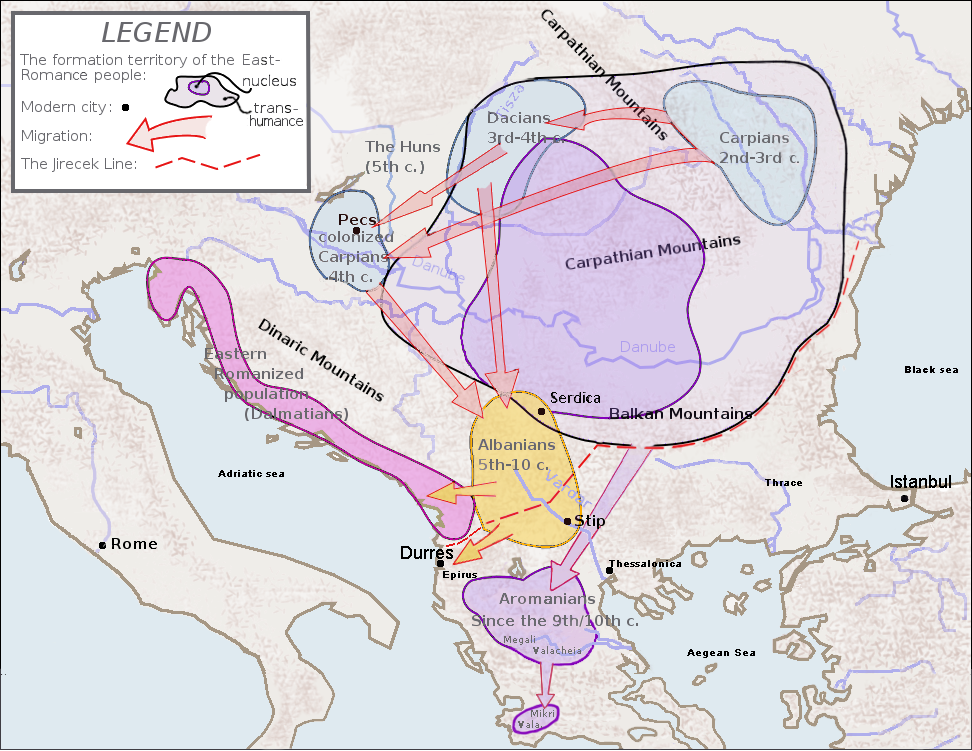
Raumverhältnisse und mutmaßliche ethnisch-sprachliche Verhältnisse im frühen Mittelalter.

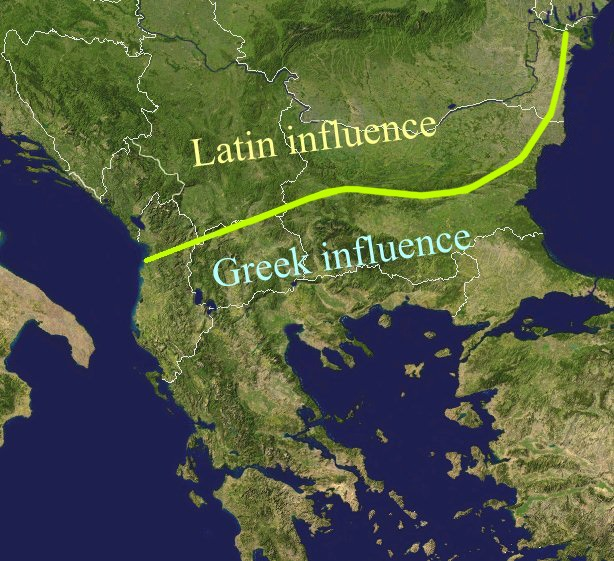
Die Jireček-Linie

1. im engeren Sinne (vgl. Klassifizierung unter Romanische Sprachen) als ostromanische Sprachen:
  1. die rumänischen Sprachen (deren Sprecher auch Walachen genannt werden) mit folgenden Sprachen, die sich aus einer gemeinsamen urrumänischen Sprache herausgebildet haben sollen:[5]
    - Dakorumänisch (standardisiert: Rumänisch, vor allem in Moldawien auch Moldauisch genannt)
    - Aromunisch (auch „Mazedorumänisch“ genannt)
    - Istrorumänisch
    - Meglenorumänisch

  2. die im 19. Jahrhundert ausgestorbenen dalmatischen Sprachen (Dalmatoromanisch), inklusive deren Untergruppen:
    - Dalmat(in)isch (viele Forscher setzen diese als Oberbezeichnung für die gesamte Gruppe an)
    - Ragusäisch (zumeist als Stadtdialekt von Dubrovnik/Ragusa dem Dalmatischen untergeordnet)
    - Vegliotisch (zumeist als Inseldialekt von Krk/Veglia dem Dalmatischen untergeordnet)
2. im weiteren, rein geographischen Sinne:
  1. alle romanischen Sprachen, die seit dem Untergang des römischen Reiches in den Balkanländern gesprochen wurden, darunter u. a.
    - Venezianisch als Kanzleisprache in den venezianischen Besitzungen an der adriatischen Küste sowie z. T. als Umgangs- (heute noch als istrovenezianischer Dialekt) und Hochsprache. Es ist eine italoromanische Sprache.
    - Istriotisch, eine Übergangsform zwischen den dalmato- und italoromanischen Sprachen.
    - Juden-Spanisch bzw. Spaniolisch, die Sprache der in osmanischer Zeit aus Spanien eingewanderten Juden, vor dem Zweiten Weltkrieg gesprochen v. a. in der Walachei, Thrakien und Makedonien (Thessaloniki). Es ist eine Iberoromanische Sprache.

Nicht zur Balkanromania gerechnet wird das Italienische, dessen Sprachvarianten südlich der La-Spezia-Rimini-Linie gleichwohl zu den „ostromanischen Sprachen“ gezählt werden und mit den balkanromanischen Sprachen verschiedene Charakteristika teilen. Weiters werden nicht zu den balkanromanischen Sprachen gerechnet das Friaulische, sowie die romanischen Sprachen der erst in der späteren Neuzeit in die Balkanländer eingewanderten Gruppen, wie z. B. das Französische bzw. Wallonische in einzelnen Siedlungen des Banat, sowie Italiener in Rumänien.

## Textbeispiel, Textvergleich
| Lateinisch                                   | Dalmatisch                                                | Dakorumänisch                                           | Aromunisch                                                | Istrorumänisch                                    |
| -------------------------------------------- | --------------------------------------------------------- | ------------------------------------------------------- | --------------------------------------------------------- | ------------------------------------------------- |
| Pater noster, qui es in caelis               | Tuota nuester, che te sante intel sil,                    | Tatăl nostru care ești în ceruri,                       | Tată a nostru care ești în țeru,                          | Ciace nostru car le ști en cer,                   |
| sanctificetur nomen tuum;                    | sait santificuot el naun to.                              | sființească-Se numele Tău.                              | s-aisească numa a Ta.                                     | neca se sveta nomelu teu.                         |
| Adveniat regnum tuum.                        | Vigna el raigno to.                                       | Vie Împărăția Ta.                                       | S-yină amiraliea a Ta.                                    | Neca venire craliestvo to.                        |
| Fiat voluntas tua sicut in caelo et in terra | Sait fuot la voluntuot toa, coisa in sil, coisa in tiara. | Facă-se voia Ta, precum în cer, așa și pe pământ.       | S-facă vrearea a Ta, ași cumu în țeru, ași și pisti locu. | Neca fie volia ta, cum en cer, așa și pre pemint. |
| Panem nostrum quotidianum da nobis hodie.    | Duote costa dai el pun nuester cotidiun.                  | Pâinea noastră cea de toate zilele dă-ne-o nouă astăzi. | Pânea a noastră ațea di tute dzâlele dă-nă o nau adzâ.    | Pera nostre saca zi de nam astez.                 |
| Et dimitte nobis debita nostra,              | E remetiaj le nuestre debete,                             | și ne iartă nouă păcatele noastre,                      | și nă li liartă amărtilili noastre                        | Odproste nam dutzan,                              |
| sicut et nos dimittimus debitoribus nostris. | coisa nojiltri remetiaime a i nuestri debetuar.           | precum și noi iertăm greșiților noștri.                 | ași cumu li liartămu și noi unu a altui.                  | ca și noi odprostim a lu nostri dutznici.         |
| Et ne nos inducas in temptationem;           | E naun ne menur in tentatiaun,                            | și nu ne duce pe noi în ispită,                         | și nu nă du pri noi la cârtire,                           | Neca nu na tu vezi en napastovanie,               |
| sed libera nos a malo.                       | miu deleberiajne dal mal.                                 | ci ne mântuiește de cel rău.                            | ma nă aveagli di ațelu arău.                              | neca na zbăvește de zvaca slabe.                  |

## Balkanromania im engeren Sinn

### Balkansprachbund
Die Balkanromania umfasst ostromanische Sprachen, die in zahlreichen Merkmalen konservativer sind als andere romanische Sprachen (hier mit den besonderen Ausnahmen des Portugiesischen und Sardischen). Die Balkanromania gehört zum Balkansprachbund, d. h. viele innere Gemeinsamkeiten, wie auch Gemeinsamkeiten mit umgebenden nichtromanischen Sprachen in Satzbau, Idiomatik, Wortstellung und z. T. auch Vokabular, gehen auf äußeren historischen Einfluss zurück. – Bestimmend waren hier vor allem:
- der Einfluss des Slawischen als Sprache der slawischen, bäuerlichen Bevölkerung auf dem Balkan, sowie in Form des Altkirchenslawischen, ersteres gilt für Rumänisch und Dalmatisch gleichermaßen
- der Einfluss des Griechischen als theologischer Hochsprache sowie als Sprache des Byzantinischen Reiches, dies gilt weniger für das Dalmatische
- der Einfluss des Türkischen in seiner älteren Form als Sprache der Türken im osmanischen Reich, dies gilt weniger für das Dalmatische

### Sprachhistorisches
Die Geschichte der Balkanromania beginnt mit dem Lateinischen. Ab dem 2. Jahrhundert vor Chr. kommt es im Zuge der römischen Expansion auf dem Balkan, von der Adriaküste ausgehend, zur Ansiedlung von Bevölkerungsgruppen aus Italien, hier vor allem aus dem süditalienischen Raum. Tatsächlich zeigen sowohl die rumänischen Sprachen als auch das nichtromanische Albanische im Vokabular bis heute engere Bezüge zu süditalienischen Dialekten.
Bereits in römischer Zeit kam es offenbar zur Aufnahme (vereinzelter) Wörter aus den autochthonen Sprachen der vorrömischen Bevölkerung, so aus dem Illyrischen ins spätere Dalmatische und aus dem Dakischen bzw. Thrakischen in die rumänischen Sprachen (vgl. Rumänen, dako-romanische Kontinuitätstheorie). Wesentlich nachhaltigere Spuren hinterließ die slawische Einwanderung in die Balkanländer vom 4. bis 6. Jahrhundert in den Sprachen der Balkanromania. Während das Dalmatische als Sprache der v. a. städtischen romanischen Restbevölkerung an der Adriaküste und auf den adriatischen Inseln unter dem Einfluss der Vorformen des Kroatischen bzw. Serbokroatischen stand, standen die rumänischen Sprachen unter dem Einfluss verschiedener slawischer Idiome auf dem Balkan. Eine Ausnahme macht dabei Aromunisch, da hier slawische Einflüsse fehlen, aber hingegen zahlreiche griechische Einflüsse vorhanden sind.